# Yekta Kurtuluş
Yekta Kurtuluş (İzmir, 11 december 1985) is een Turkse voetballer.

## Carrière
Yekta werd in 2010 geselecteerd door Guus Hiddink voor een vriendschappelijke wedstrijd tegen Nederland. Toen speelde hij nog voor Kasımpaşa. Hij viel daar op in positieve zin en werd na 4 jaar Kasimpaşa verkocht voor € 4 miljoen aan Galatasaray.